# Optical Network Unit
Eine Optische Netzwerkeinheit bzw. optical network unit (ONU) ist in der Kommunikationstechnologie der Netzabschluss einer optischen Anschlussleitung an ein Glasfasernetz. Ein verwandter Begriff ist optical network terminal (ONT), der laut ITU-T einen Netzabschluss mit einem einzelnen Anschlussinhaber darstellt.
Die ONU ist je nach verbauter HYTAS-Technik im Kabelverzweiger, im Gebäude, oder beim Teilnehmer installiert und setzt dort das Glasfasernetz eines Telefonnetzbetreibers auf die lokale Installationsverkabelung des Teilnehmers, die in der Regel mit Twisted-Pair-Kabel ausgeführt ist, um.